# أندريه فايدا
اندريه فايدا (بالبولندية: Andrzej Wajda)‏ (6 مارس 1926 - 9 أكتوبر 2016) هو مخرج سينمائي، ومنتج أفلام، وكاتب سيناريو، ومخرج مسرحي، ومخرج تلفزيوني من بولندا .

## التعليم
تعلم في National Film School in Łódź، في تخصص إنتاج إعلامي (1950–1953)، وJan Matejko Academy of Fine Arts، في تخصص تصوير (1946–1950)

## جوائز وترشيحات
حصل على جوائز منها:
- European Film Academy Critics Award، عن عمل:قلم (2009)
- Polish Academy Award for Best Film، عن عمل:Katyń (2008)
- Polish Academy Life Achievement Award (2000)
- Academy Honorary Award (1999)
- European Film Academy Lifetime Achievement Award (1990)
- BAFTA Award for Best Film Not in the English Language، عن عمل:دانتون (1984)
- جائزة سيزر لأفضل مخرج، عن عمل:دانتون (1983)
- London Film Critics Circle Award for Director of the Year، عن عمل:دانتون (1983)
- قالب:سيزر التكريمية (1982)
- BAFTA Academy Fellowship Award (1982)
- Louis Delluc Prize، عن عمل:دانتون (1982)
- السعفة الذهبية، عن عمل:Man of Iron (1981)
- London Film Critics Circle Award for Director of the Year، عن عمل:Man of Iron (1981)
- David Luchino Visconti (1978)
- جائزة لجنة التحكيم (مهرجان كان)، عن عمل:Canal (1957)
- قائد وسام جوقة الشرف
- جائزة بريميم إمبريال
- قائد الفنون والآداب
- Order of the Three Stars, 3rd Class
- Commander's Cross of the Order of Merit ofthe Federal Republic of Germany
- Medal for Merit to Culture
- ترتيب النسر الأبيض
- Order of Friendship.

ترشح لـ:
- European Film Academy Critics Award، عن عمل:قلم (2009)
- Polish Academy Award for Best Director، عن عمل:Katyń (2008)
- Polish Academy Award for Best Film، عن عمل:Katyń (2008)
- Polish Academy Award for Best Director، عن عمل:The Revenge (2003)
- Polish Academy Award for Best Director، عن عمل:Pan Tadeusz (2000)
- Polish Academy Award for Best Film، عن عمل:Pan Tadeusz (2000)
- Polish Academy Award for Best Screenplay، عن عمل:Pan Tadeusz (2000)
- Polish Academy Life Achievement Award (2000)
- BAFTA Award for Best Film Not in the English Language، عن عمل:دانتون (1984)
- جائزة سيزر لأفضل مخرج، عن عمل:دانتون (1983)
- جائزة سيزر لأفضل فيلم، عن عمل:دانتون (1983)
- جائزة سيزر لأفضل فيلم أجنبي، عن عمل:Man of Iron (1982)
- BAFTA Academy Fellowship Award (1982)
- جائزة البافتا لأفضل فيلم، عن عمل:Ashes and Diamonds (1960).

## روابط خارجية
- أندريه فايدا على موقع IMDb (الإنجليزية)
- أندريه فايدا على موقع الموسوعة البريطانية (الإنجليزية)
- أندريه فايدا على موقع روتن توميتوز (الإنجليزية)
- أندريه فايدا على موقع مونزينجر (الألمانية)
- أندريه فايدا على موقع ألو سيني (الفرنسية)
- أندريه فايدا على موقع تيرنر كلاسيك موفيز (الإنجليزية)
- أندريه فايدا على موقع أول موفي (الإنجليزية)
- أندريه فايدا على موقع قاعدة بيانات الأفلام السويدية (السويدية)
- أندريه فايدا على موقع إن إن دي بي (الإنجليزية)
- أندريه فايدا على موقع ديسكوغز (الإنجليزية)